# 엔리 브라우네르
엔리 브라우네르(Henry Brauner, 1984년 5월 10일 ~ )는 필리핀의 축구 선수로, 본명은 엔리 헤오르헤 발렌시아 브라우네르(Henry George Valencia Brauner)이다. 그는 미드필더로 활동하고 있다.